# Монтекио (Асколи Пичено)
Монтекио (итал. Montecchio) насеље је у Италији у округу Асколи Пичено, региону Марке.
Према процени из 2011. у насељу је живело 51 становника. Насеље се налази на надморској висини од 430 м.